# Pierre-Louis Parisis
Pierre Louis Parisis, né le 12 août 1795 à Orléans dans le Loiret et mort à Arras le 5 mars 1866, est un ecclésiastique français qui est évêque de Langres et évêque d'Arras. C'est le fils d'un modeste boulanger d'Orléans. Considéré comme turbulent pendant sa jeunesse, il devient celui que ses contemporains surnomment « le premier évêque de France ».
Il est ordonné prêtre en 1819 pour le diocèse d'Orléans.
Nommé évêque du diocèse de Langres le 28 août 1834, il est consacré le 8 février 1835 en ayant déjà pris ses fonctions depuis le 19 décembre 1834 succédant à Jacques-Marie-Adrien-Césaire Mathieu. Le 12 août 1851, il est nommé évêque du diocèse d'Arras en succession de Hugues de La Tour d'Auvergne-Lauraguais décédé. 

## Biographie

### Formation
Il entre au petit séminaire d'Orléans en 1807. Cinq ans plus tard, il est simultanément précepteur, surveillant et étudiant en théologie. En 1814, alors qu'il n'a que 19 ans, il est professeur de troisième, fonction qu'il assume jusqu'à son ordination en 1819.

### Principaux ministères
Après son ordination, il est nommé professeur de rhétorique mais, préférant l'action est ensuite nommé vicaire de la paroisse Saint-Paul d'Orléans. Son zèle et ses nombreux talents font l'admiration de son curé ce qui lui vaut d'être nommé à 33 ans curé de Gien, paroisse de 6 000 âmes, mais où régnait une forte déchristianisation. Son zèle et sa volonté de fer lui permettent de redresser la situation de manière remarquable et, sans qu'il l'ait lui-même espéré, lui ouvre les portes de l'épiscopat en succession de Césaire Mathieu, nommé archevêque de Besançon.
En tant qu'évêque de Langres, Parisis favorise les congrégations religieuses, relance les synodes diocésains, intensifie les retraites et multiplie les visites pastorales et crée un grand séminaire. Il tente sans cesse de se rapprocher des ouailles qui lui ont été confiées, essayant même de rapprocher les dissidents de la foi. S'il est donc vrai que son action pastorale dans son diocèse de Langres est intense, son action la plus importante est sans nul doute la réforme qu'il entreprend pour le rétablissement et le respect de la liturgie romaine. 

« Si les compositions particulières et les systèmes nouveaux doivent être écartés, à quoi nous rattacherons-nous ? … à la tradition ! »

— Lettre de Pierre-Louis Parisis adressée au pape Pie IX
Cette réforme a d'ailleurs un retentissement qui dépasse largement les frontières de son diocèse, la France ayant encore une forte tendance gallicane. En outre, pendant la préparation du concile Vatican I portant sur l'infaillibilité pontificale, Parisis se fait le « champion de Rome », s'opposant à de nombreux évêques français à cette tendance, tels que Félix Dupanloup.
C'est avec ce bilan élogieux que Parisis est nommé pour succéder à Hugues de La Tour d'Auvergne-Lauraguais en tant qu'évêque d'Arras le 12 août 1851.
« Une grosse masse inerte », voilà quelles étaient les premières impressions de Parisis vis-à-vis de son nouveau diocèse. Sa première tournée pastorale, où les différentes paroisses visitées lui réservent toutes un accueil triomphal, l'aident à dissiper ce sentiment. Dans ce diocèse fortement industrialisé, il s'oppose fortement au travail dominical qui pouvait alors exister. De plus, il impose le respect de la liturgie romaine ainsi que du grégorien. Il instruit le procès en canonisation de Benoît-Joseph Labre. Il fonde en 1854 les religieuses hospitalières du Précieux-Sang, et favorise la fondation des franciscaines de Calais. Il fait appel à la congrégation des sœurs de la Providence de Langres pour fonder les sœurs de la Providence d'Arras en 1852, dont Joséphine Bressand (1813-1892), devenue Mère Cécile, est la première supérieure. Il se fait également connaître en ouvrant le petit séminaire d'Arras. Il appuie les idées de Jean-Joseph Gaume. Parisis se fait également remarquer par son opposition au livre de Renan, La Vie de Jésus, publié en 1863.

« Cette joie assurément bien grande que vous avez ressenti, Vénérable Frère, en rétablissant si aisément l'usage de la Liturgie Romaine dans votre Église d'Arras, dont vous avez ainsi, par cette marque de respect, resserré plus étroitement les liens avec cette Chaire de Pierre élevée au-dessus de toutes les autres et avec Nous-même, cette joie vous excite et vous anime maintenant à ne rien omettre de ce qui vous paraît tendre de toute manière à conserver cette même Liturgie et à maintenir chez vous les usages de l'Église Romaine. Aussi Nous avons reçu avec plaisir l'Instruction pastorale que vous avez récemment publiée sur le chant ecclésiastique, et, en même temps, il Nous a été très-agréable d'apprendre, par votre lettre du 12 juillet dernier, que vous n'aviez rien plus à cœur que de vous attacher, même cette matière, aux règles et aux traditions des Pontifes Romains Nos prédécesseurs. Il y a déjà deux ans, comme vous nous l'écrivez, que, à la satisfaction et au contentement de tous, et de vous en particulier, il est en usage dans votre Église cathédrale, ce chant Grégorien que vous assurez avoir été restauré nouvellement par le Graduel et l'Antiphonaire qu'à mis au jour le libraire de Paris Lecoffre. ......... Nous y joignons, comme le présage de ces faveurs comme le gage de Notre affection particulière pour vous, Notre bénédiction Apostolique, que Nous accordons avec effusion, du plus profond de Notre cœur, à vous-même, Vénérable Frère, à tout Clergé et aux Fidèles de votre Église d'Arras. Donné à Rome, à Saint-Pierre, le 23e jour du mois d'août de l'année 1854, et de Notre Pontificat la IXe. »

— Pie IX, le Bref Venerabilis frater, salutem et apostolicam benedictionem, texte original en latin

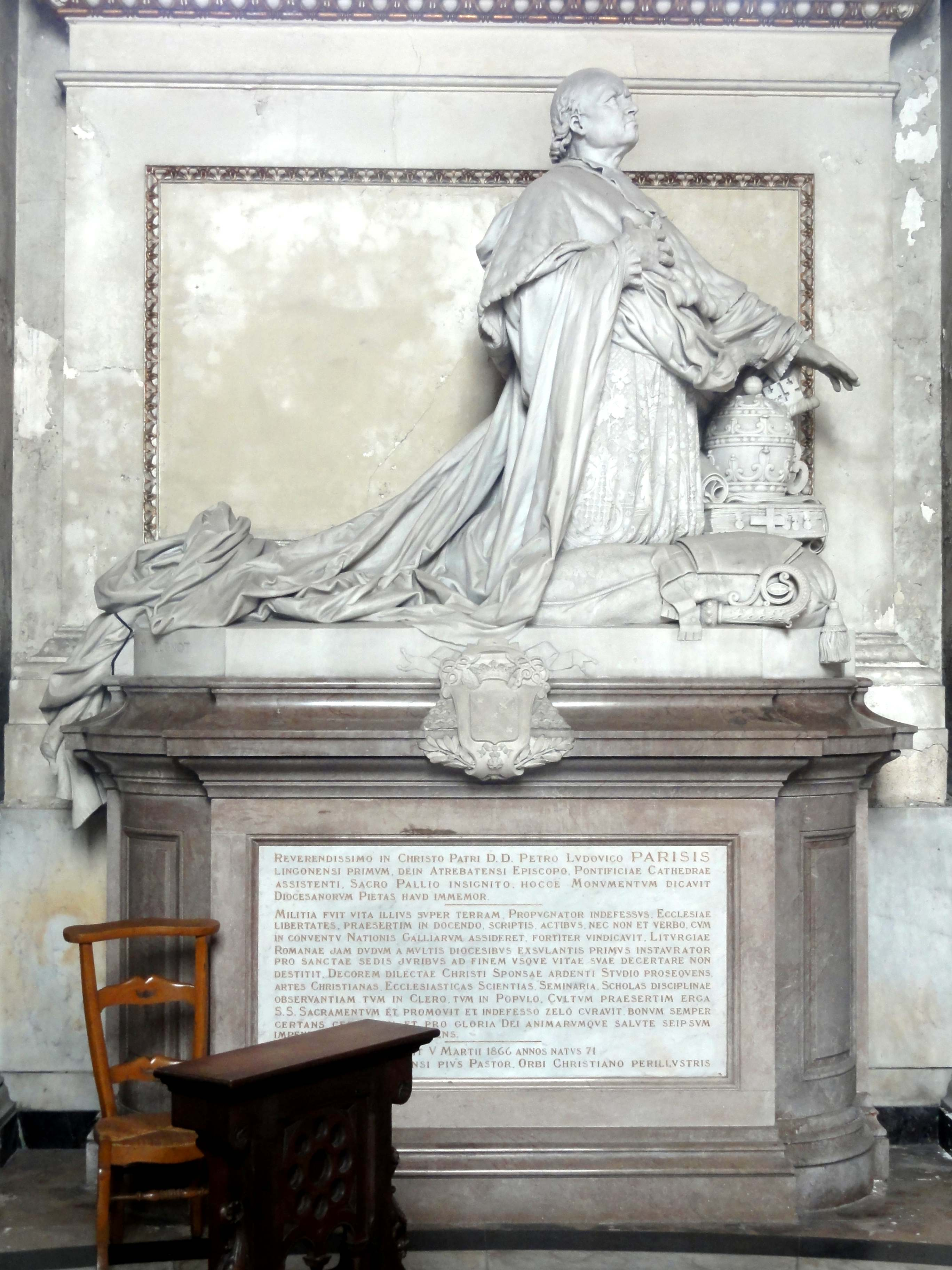
Priant de Pierre-Louis Parisis dans la cathédrale d'Arras.

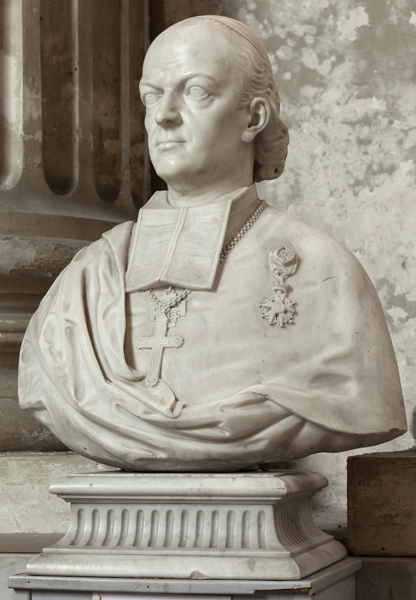
Buste.

Parisis meurt dans son diocèse d'Arras, le 5 mars 1866. Son corps repose dans la chapelle de la Vierge de la cathédrale d'Arras. On peut d'ailleurs y observer son orant, réalisé par Léon Cugnot. La cathédrale conserve également un buste de lui.

### Vie politique
Orateur et auteur catholique connu, il est député du Morbihan de 1848 à 1851, siégeant à droite. Il préside le comité des Cultes sous l'Assemblée constituante.

### Armes
D'azur à la bande d'or chargée de 3 croisettes de gueules, alias d'argent, accompagnée en chef d'une ancre versée en barre et en pointe d'une étoile du même.

## Distinction
- Officier de la Légion d'honneur (5 mars 1853)[6]